# Плејнфилд (Индијана)
Плејнфилд (енгл. Plainfield) град је у америчкој савезној држави Индијана.

## Демографија
По попису из 2010. године број становника је 27.631, што је 9.235 (50,2%) становника више него 2000. године.
| Група             | 2000.          | 2010.          |
| Белци             | 17.351 (94,3%) | 22.961 (83,1%) |
| Афроамериканци    | 410 (2,2%)     | 2.193 (7,9%)   |
| Азијати           | 168 (0,9%)     | 919 (3,3%)     |
| Хиспаноамериканци | 251 (1,4%)     | 1.115 (4,0%)   |
| Укупно            | 18.396         | 27.631         |